# Predošćica
Predošćica je slikovita vas v severnem predelu otoka Cres. Leži nad strmo vzhodno obalo,  desno od glavne ceste v smeri od Porozine proti Cresu. Postavljena je ob rob majhnega kraškega polja. Prvič je bila omenjena leta 1253. Iz vasi se ponuja lep razgled na kvarnerske otoke Krk, Plavnik in Rab, ob lepem vremenu pa še na gorski masiv Velebita.

## Demografija
| Pregled števila prebivalcev po letih | Pregled števila prebivalcev po letih | Pregled števila prebivalcev po letih | Pregled števila prebivalcev po letih | Pregled števila prebivalcev po letih | Pregled števila prebivalcev po letih | Pregled števila prebivalcev po letih | Pregled števila prebivalcev po letih | Pregled števila prebivalcev po letih | Pregled števila prebivalcev po letih | Pregled števila prebivalcev po letih | Pregled števila prebivalcev po letih | Pregled števila prebivalcev po letih | Pregled števila prebivalcev po letih | Pregled števila prebivalcev po letih |
| ------------------------------------ | ------------------------------------ | ------------------------------------ | ------------------------------------ | ------------------------------------ | ------------------------------------ | ------------------------------------ | ------------------------------------ | ------------------------------------ | ------------------------------------ | ------------------------------------ | ------------------------------------ | ------------------------------------ | ------------------------------------ | ------------------------------------ |
| 1857                                 | 1869                                 | 1880                                 | 1890                                 | 1900                                 | 1910                                 | 1921                                 | 1931                                 | 1948                                 | 1953                                 | 1961                                 | 1971                                 | 1981                                 | 1991                                 | 2001                                 |
| 74                                   | 74                                   | 60                                   | 63                                   | 73                                   | 70                                   | 102                                  | 129                                  | 65                                   | 65                                   | 53                                   | 30                                   | 15                                   | 8                                    | 4                                    |